# Totos Schloss
Le château à Toto, deutscher Titel Totos Schloss, ist eine Opéra-bouffe in drei Akten des Komponisten Jacques Offenbach.
Das Stück wurde im Théâtre du Palais-Royal in Paris uraufgeführt und kann als Folgestück von Pariser Leben betrachtet werden. Allerdings war Totos Schloss nicht mehr der gleiche Erfolg beschieden. Das Libretto stammt von Offenbachs wichtigsten Librettisten Henri Meilhac und Ludovic Halévy.
Offenbach begann im Januar 1868, auf Erholungsurlaub in Nizza, mit den ersten Arbeiten an Totos Schloss. Am 19. März fand die erste Leseprobe statt, tags darauf begannen die musikalischen Proben. Am 6. Mai war die Uraufführung.

## Umfeld der Entstehung
Mit der opéra-comique Pariser Leben schrieb Offenbach 1867 zum ersten Mal ein abendfüllendes Werk für das Théâtre du Palais-Royal. Damit betraten sowohl der Komponist als auch das Theater Neuland, denn bisher waren am Théâtre du Palais-Royal ausschließlich Vaudevilles gespielt worden, also Unterhaltungstheater mit einzelnen, eingestreuten Nummern. Bis 1863 hatte Offenbach schon zweimal die Bühnenmusik zu Vaudevilles geliefert, 1839 mit seinem allerersten Bühnenversuch Pascal et Chambord und 1862 mit La demoiselle de Nanterre. Ein weiteres Vaudeville ein Jahr später brachte aber ein besonderes Zusammentreffen. 1863 entstand mit Le Brésilien das erste gemeinsame Libretto von Meilhac und Halévy, die Hauptrolle wurde mit Hortense Schneider besetzt, und Offenbach schrieb die Ronde du Brésilien.

## Handlung
Graf Hector, genannt „Toto“, seines Zeichens letzter Spross des altehrwürdigen Geschlechts „de la Roche-Trompette“ ist pleite. In Paris hat er es sich zu gut gehen lassen, deshalb kehrt er zurück in seine normannische Heimat, um dort, wohl oder übel das Schloss seiner Ahnen zu versteigern. Der alte Baron Jean de Crécy-Crécy wartet nur auf diese Gelegenheit, um auf diesem Weg einen jahrhundertealte Familienfehde zu Gunsten der Crécy-Crécy beenden zu können.
Die Leute vom Dorf kommen, um ihren Grafen zu begrüßen. Totos Schloss soll unter der Leitung des Notars Massepain, zugleich Kapellmeister des Dorfes Roche-Trompette, versteigert werden.

## Rezeption
Nach 15 erfolgreichen Aufführungen begannen die Besucherzahlen bald zu sinken, obwohl das kaiserliche Ehepaar der dritten Aufführung beigewohnt hatte. Auch die Anfang Juli 1868 erfolgte Neuausstattung konnte nicht mehr verhindern, dass das Stück am 28. Juli vom Spielplan genommen wurde.

## Noten
Eine Neuedition der rekonstruierten Partitur nach dem Fund der handschriftlich kopierten Orchesterstimmen (Heugel 1872) und einer Orchesterpartitur (Bote&Bock 1870 – erweiterte Instrumentierung) sowie der Einbeziehung zweier historischer Klavierauszüge (Victor Boullard – Édition Gérard; Julius Hopp – Wien) und der erhaltenen Libretti erschien im Rahmen der Gesamtausgabe OEK (Offenbach Édition Keck).
Die Orchesterbesetzung umfasst die folgenden Instrumente:
- Holzbläser: zwei Flöten (2. auch Piccolo), Oboe, zwei Klarinetten, Fagott
- Blechbläser: zwei Hörner, zwei Trompeten, Posaune
- Pauken, Schlagzeug (zwei Spieler): große Trommel, Becken, Triangel
- Streicher

## Aufnahmen
- Jacques Offenbach: Le Château à Toto. Neu orchestriert von Alfred Herzog (2001)
- Jacques Offenbach: Le Château à Toto. Opéra bouffe in drei Akten. Tect von Henri Meilhac und Ludovic Halévy. Erstmalige Gesamteinspielung nach den Quellen der rekonstruierten Partitur. Hochschule für Musik und Darstellende Kunst Frankfurt am Main, Fachhochschule Hannover, Internationales Jacques Offenbach-Festival Bad Ems. Livemitschnitt aus dem Großen Saal der HfMDK Frankfurt, Oktober 2003